# Isole delle oche
Le isole delle oche o Geese islands  sono un gruppo di tre isole dell'arcipelago Kodiak, nel golfo dell'Alaska, (USA). Si trovano a sud dell'isola Kodiak vicino all'isola di Aiaktalik. Amministrativamente appartengono al Borough di Kodiak Island e sono disabitate.
Il loro nome è la traduzione del nome russo Ostrova Gusinya pubblicato da Teben'kov nel 1852; gusinye (Гусиные) in russo è il nome degli anserini, la sottofamiglia cui appartengono le oche.